# Clodomil Orsi
Clodomil Antonio Orsi (São Paulo, 12 de junho de 1937 – São Paulo, 28 de março de 2022) foi um conselheiro vitalício do Sport Club Corinthians Paulista. Foi presidente interino do clube em por cerca de um mês em 2007.

## História
Clodomil Orsi assumiu interinamente a presidência do clube, após o afastamento do então presidente Alberto Dualib em 1º de agosto de 2007,  e permaneceu no cargo até 9 de outubro de 2007. Ele deixou o cargo após a vitória de Andrés Sanchez nas eleições de outubro, no mesmo ano.

### Polêmica
Clodomil Orsi criou polêmica ao afirmar que na infância já torceu pelo arquirrival Palmeiras:
"Olha, eu era menino, foi em 1946. Mudei e foi a melhor coisa que meu irmão fez comigo. Minha família é italiana, mas todos são corintianos doentes. E a briga do meu irmão era comigo, porque sou o caçula da turma. Meu irmão despertou a minha paixão pelo Corinthians."
Depois disso, diz Orsi, nunca mais foi o mesmo. Conta que passou a ser corintiano fanático e relembra que jogadores do Corinthians frequentavam festas promovidas pela mãe, em sua casa no bairro do Brás (zona central da capital paulista).
Em 1951, quando recebeu seu primeiro salário, o cartola conta que pediu uma parte dele à mãe para se tornar sócio do clube do Parque São Jorge. Com a carteirinha de sócio, recebida pelas mãos do ex-presidente corintiano Alfredo Ignácio Trindade, Orsi logo tomou gosto pela política do clube e, graças à amizade com outro ex-presidente, Wadih Helu, virou conselheiro em 1959.

### Morte
Faleceu no dia 28 de março de 2022, em decorrência de um câncer.